# Крачківка
Крачкі́вка (кол. Карачківка) — село в Україні, в Іваньківській сільській громаді Уманського району Черкаської області. Розташоване на обох берегах річки Попівка (притока Кищихи) за 16 км на північний схід від селища Маньківка. Населення становить 616 осіб (станом на 1 січня 2017 р.).

## Історія
Село відоме з середини XVII століття. Назва походить від польського пана «крячка», і назвали поселення Карачківкою.
Церкву святителя Миколая, за благословення греко-католицького єпископа Холмського Максимиліана Рила, закладено й освячено на новому місці сокальським протопопом Левом Пліскевичем у 1766 році. Перейшла з греко-католицизму до православ'я в 1768 році. У 1768 році в селі було 87 дворів і 522 душі, а вже 1783 року — лише 65 дворів та 330 чоловіків і жінок. За даними 1795 року тут мешкало 176 чоловік і було 74 хати, діяли Миколаївська церква, водяний млин та вітряк, дві кузні, церковно-парафіяльна школа.

У 1864 році Лаврентій Похилевич так занотував про це поселення: 
|  | Крачковка, село в 3-х верстах от села Березовки и в таком же расстоянии от г. Иваньки. Жителей обоего пола 704; земли 2532 десятины. Принадлежит Климентию Козаковскому (латинского исповедания). Церковь Николевская, деревянная, 7-го класса; земли имеет 47 десятин; построена 1768 года. |

У 1900 році в селі, що знаходилося біля річки Бендерка (Журавлиха), було 109 дворів; кількість-мешканців: чоловіків — 618, жінок — 582. На той час тут діяли церква, водяний та вітряний млини. У 1905 році село Крачківка відносилося до Іваньківської волості, Уманського повіту Київської губернії, у землекористуванні знаходилося 1675 десятин.
В роки Другої світової війни 269 жителів села воювали на фронтах, 158 з них нагороджені орденами і медалями, 92 загинули. В 1969 році їм встановлено обеліск Слави. В 1951 році споруджено пам'ятник на братській могилі воїнів, що загинули при відвоюванні села.
Станом на 1972 рік в селі працював колгосп «Шлях до комунізму», за яким було закріплено 1434,3 га сільськогосподарських угідь, у тому числі 1315,8 на орної землі. Основним напрямом господарства було землеробство, було розвинуте м'ясо-молочне тваринництво. На той час в селі працювали восьмирічна школа, клуб, бібліотека з фондом 8 тисяч книг, медпункт, дитячий садок, відділення зв'язку.

## Населення

### Мова
Розподіл населення за рідною мовою за даними перепису 2001 року:
| Мова       | Кількість | Відсоток |
| ---------- | --------- | -------- |
| українська | 794       | 99.37%   |
| російська  | 3         | 0.37%    |
| білоруська | 1         | 0.13%    |
| румунська  | 1         | 0.13%    |
| Усього     | 799       | 100%     |

## Археологічні знахідки
На околиці села, в урочищі Калиновий Кущ, виявлено сліди багатьох давніх поселень: 3 — трипільської культури; 2 — доби пізньої бронзи; 3 — черняхівської культури. За переказами, на території Крачківки існують підземні ходи, що досягають трьох кілометрів довжиною: завдяки їм нібито жителі ховалися від нападників.

## Пам'ятки
- Тут знаходився неоготичний палац Вікентія Козаковського.

## Галерея

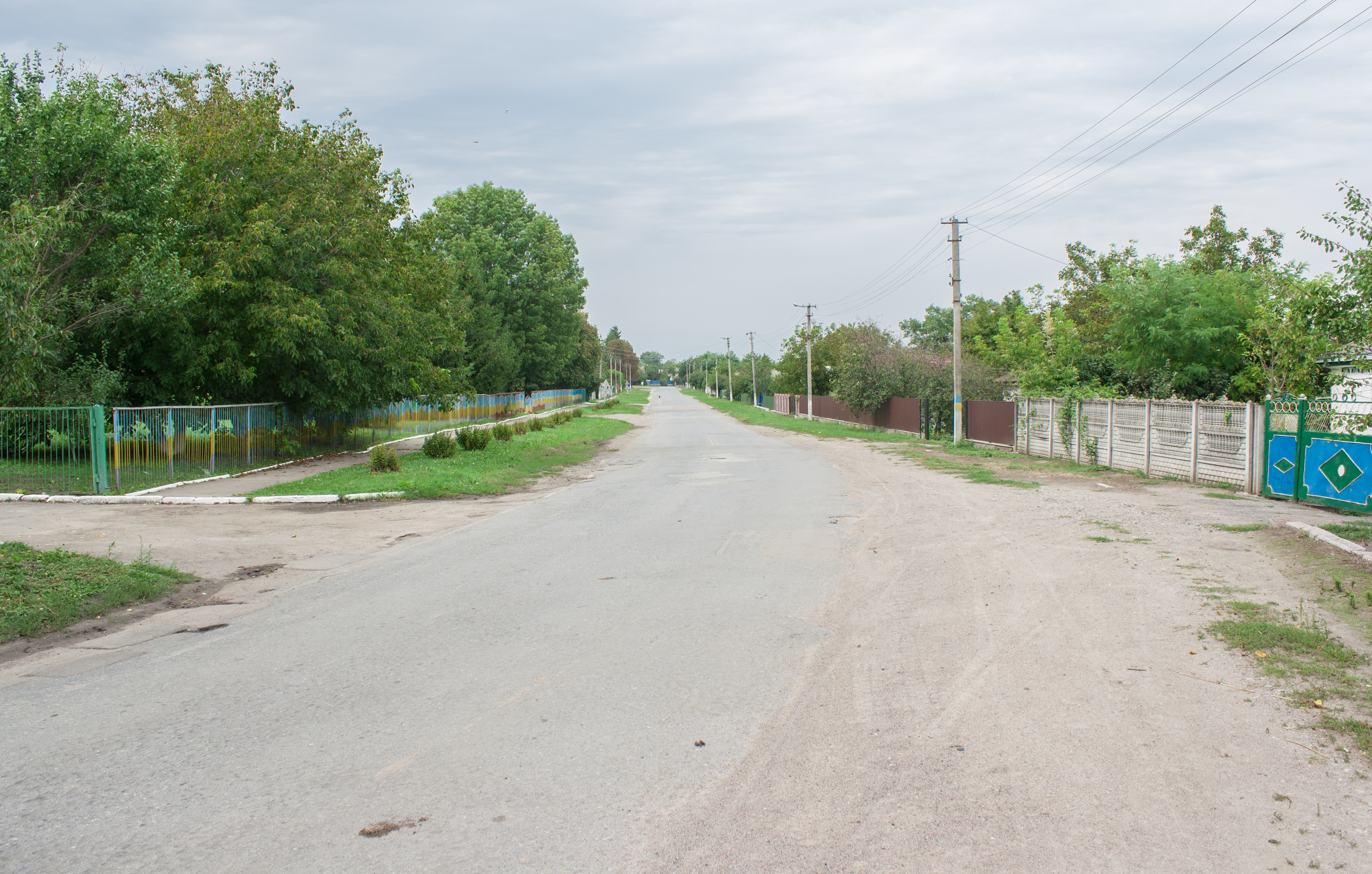
Вулиця Лесі Українки
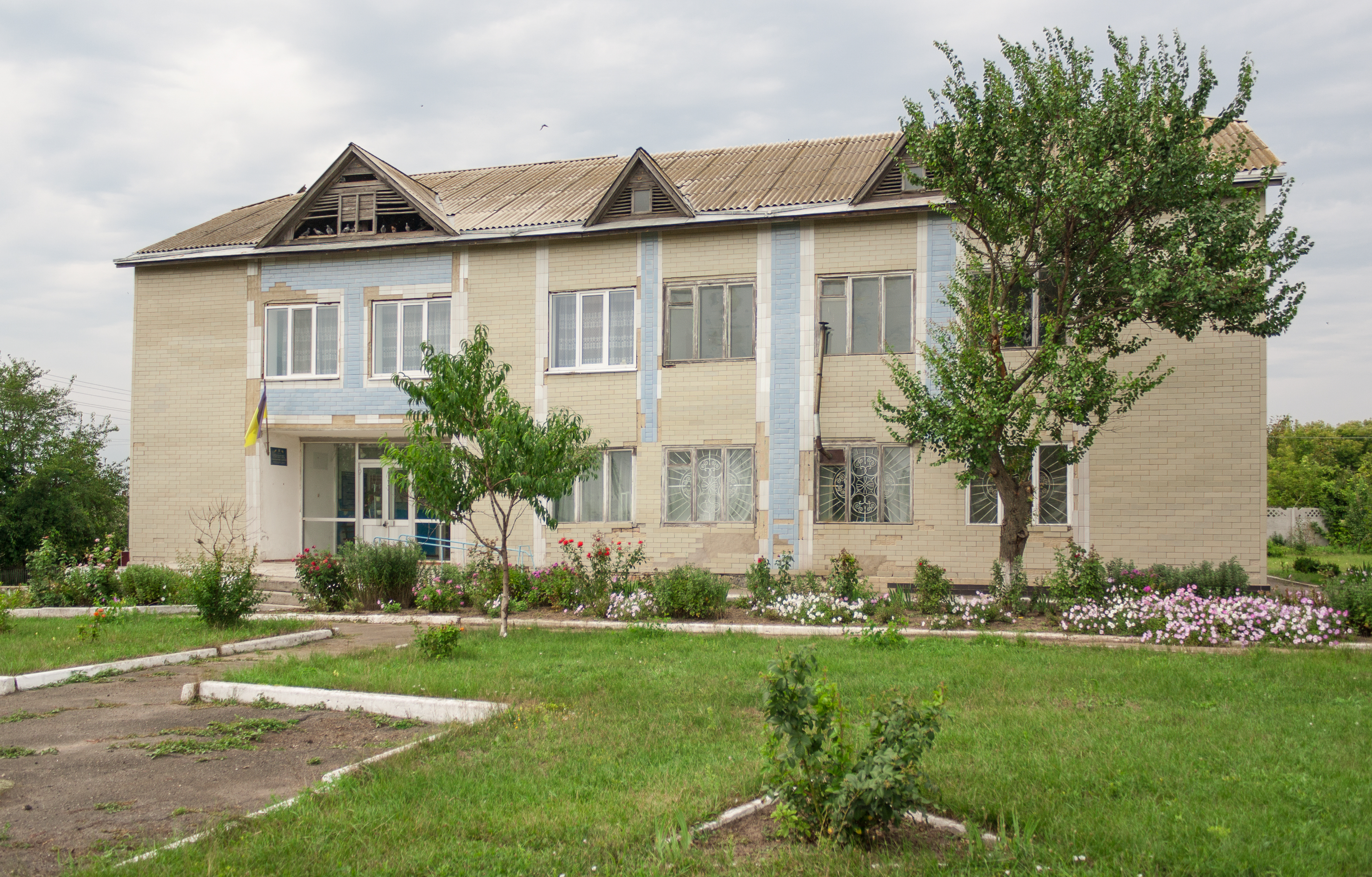
Сільська рада
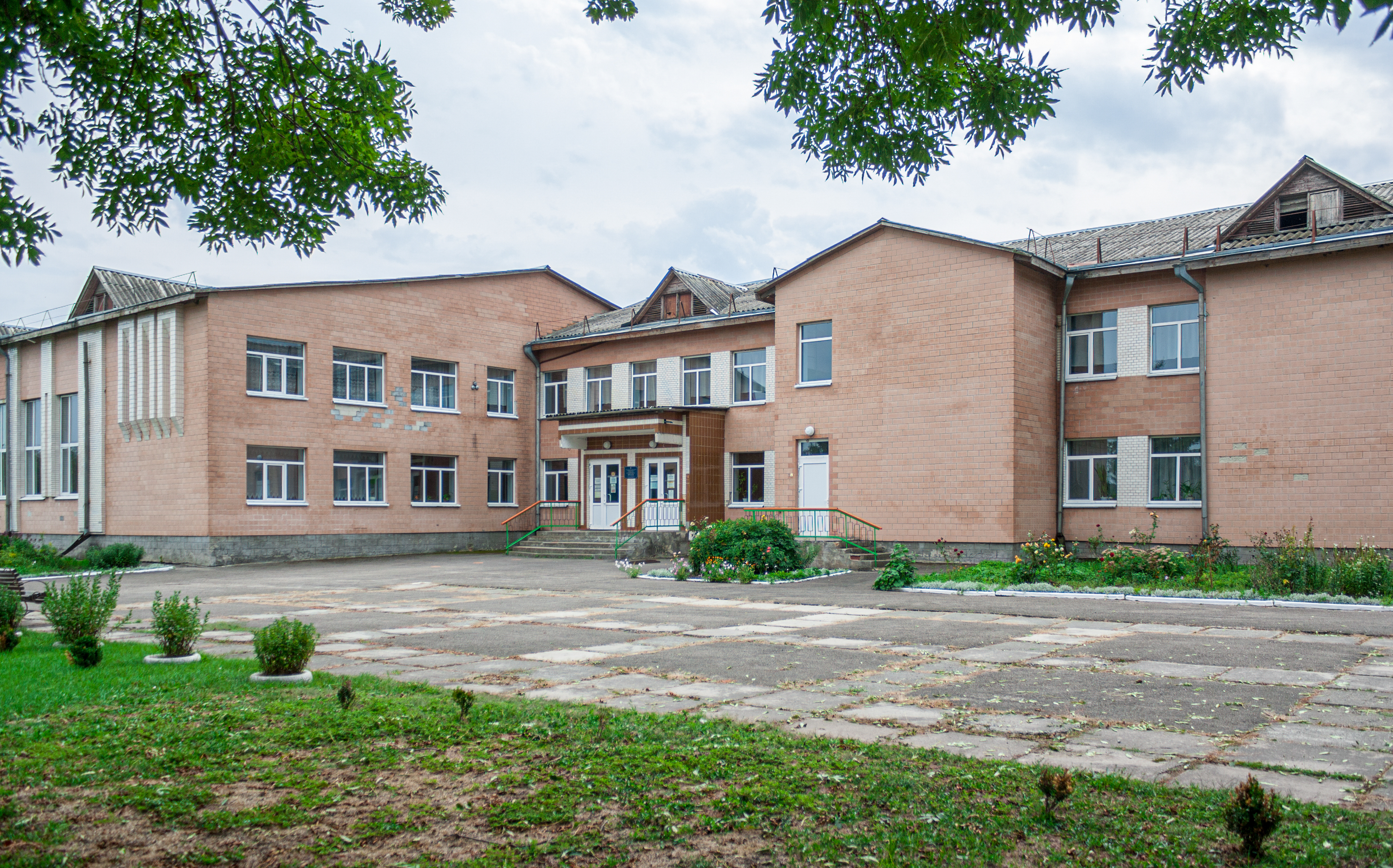
Школа
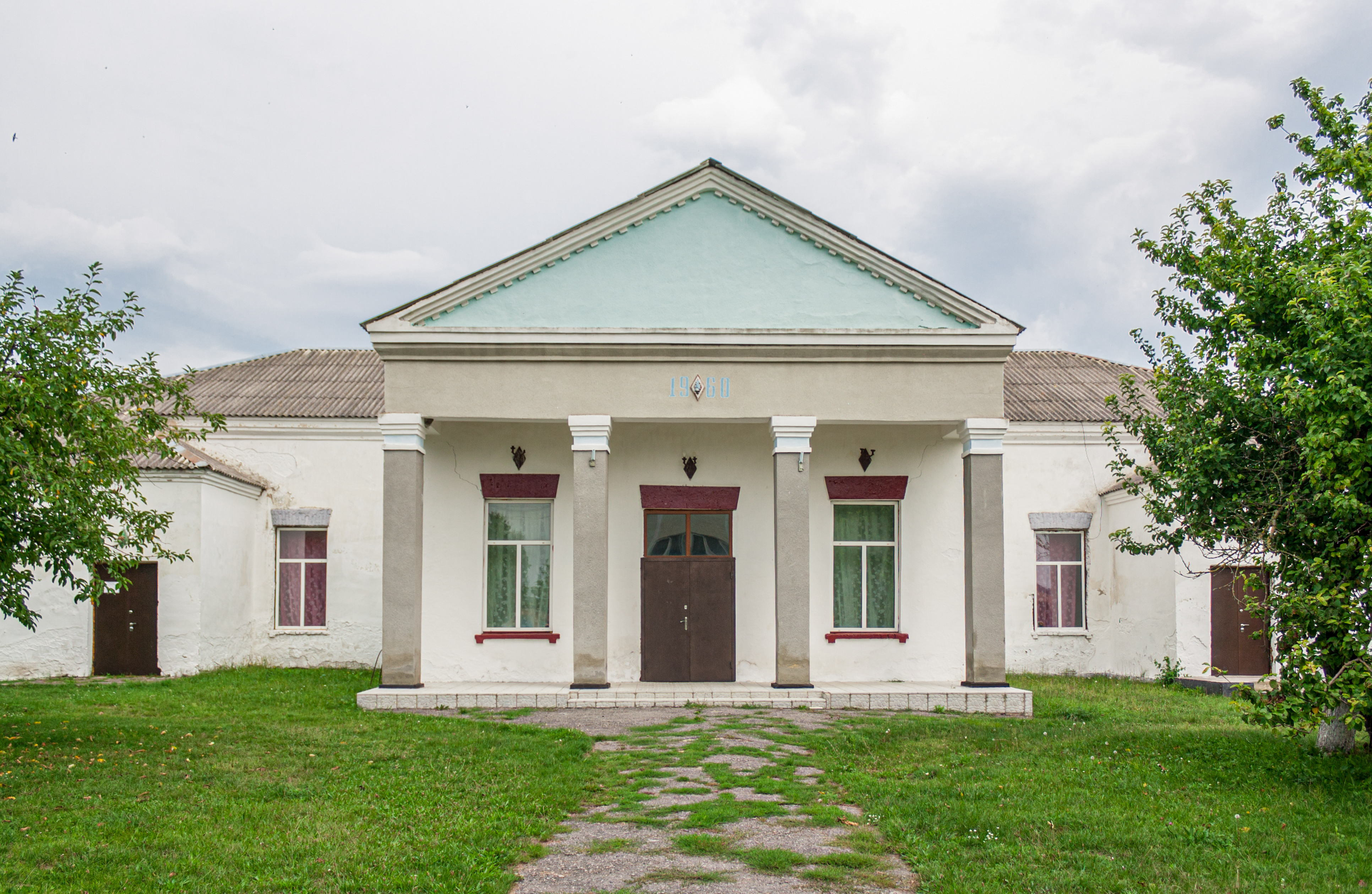
Будинок культури
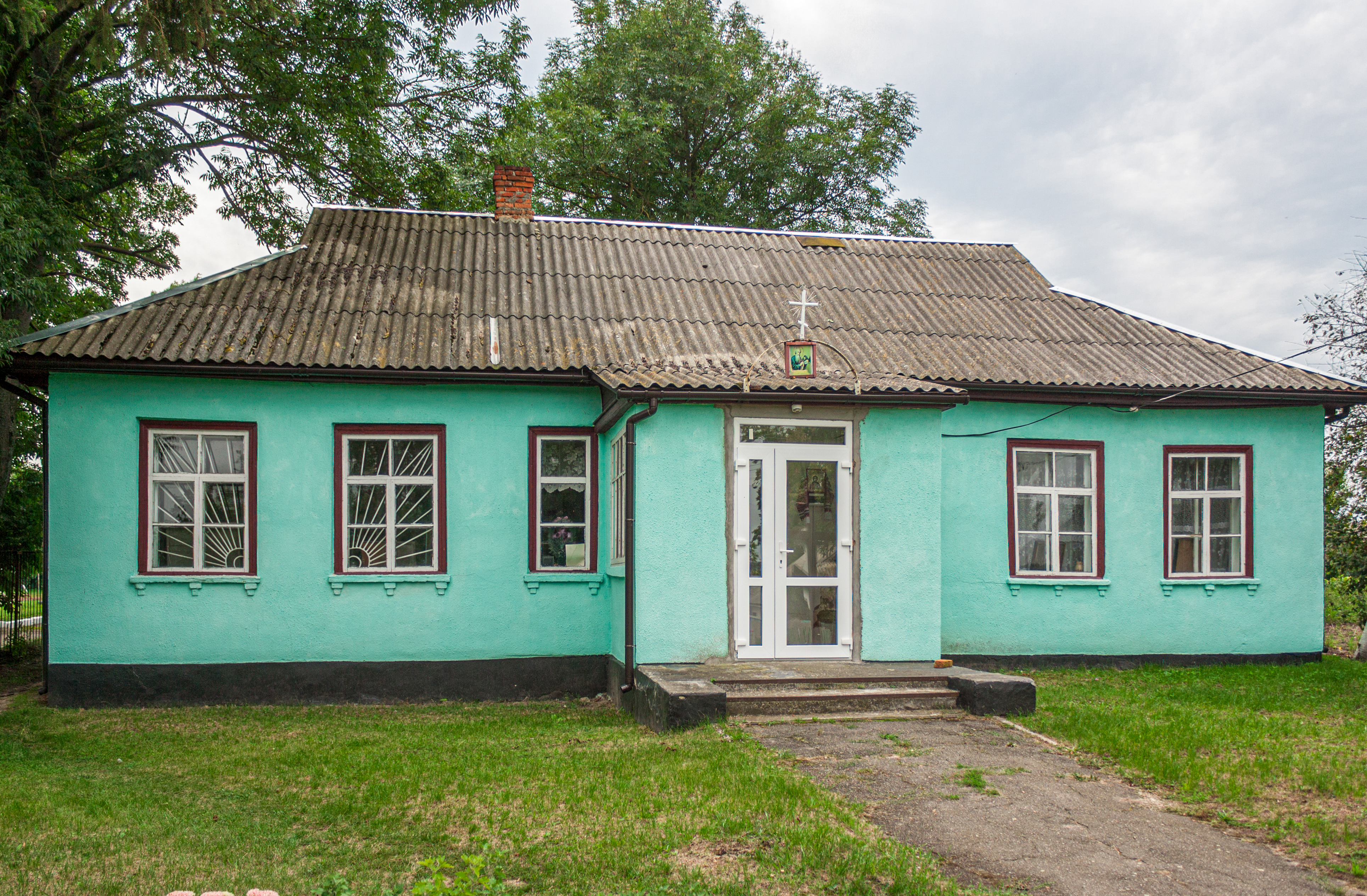
Церква
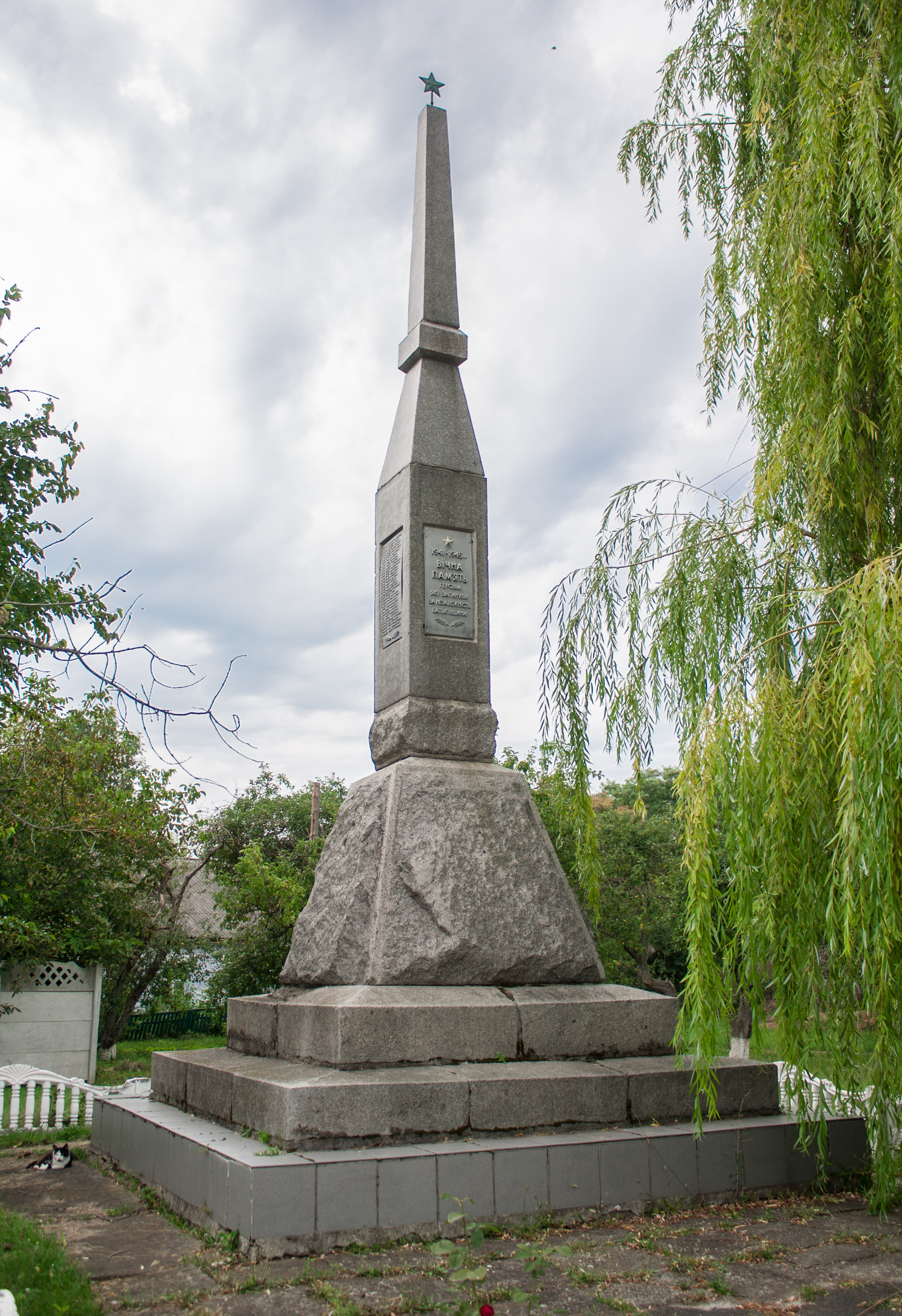
Пам'ятник воїнам-односельцям
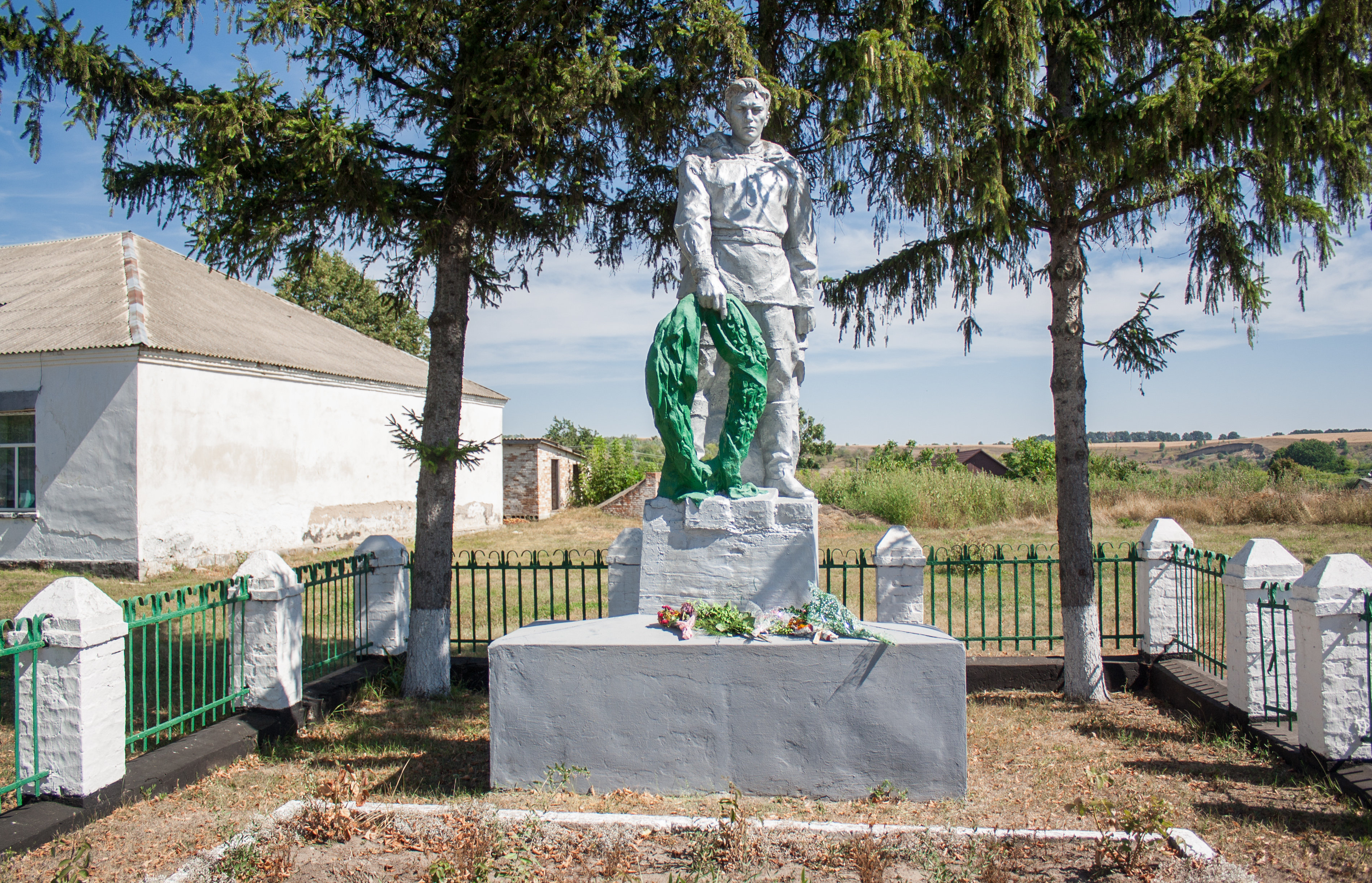
Братська могила радянських воїнів
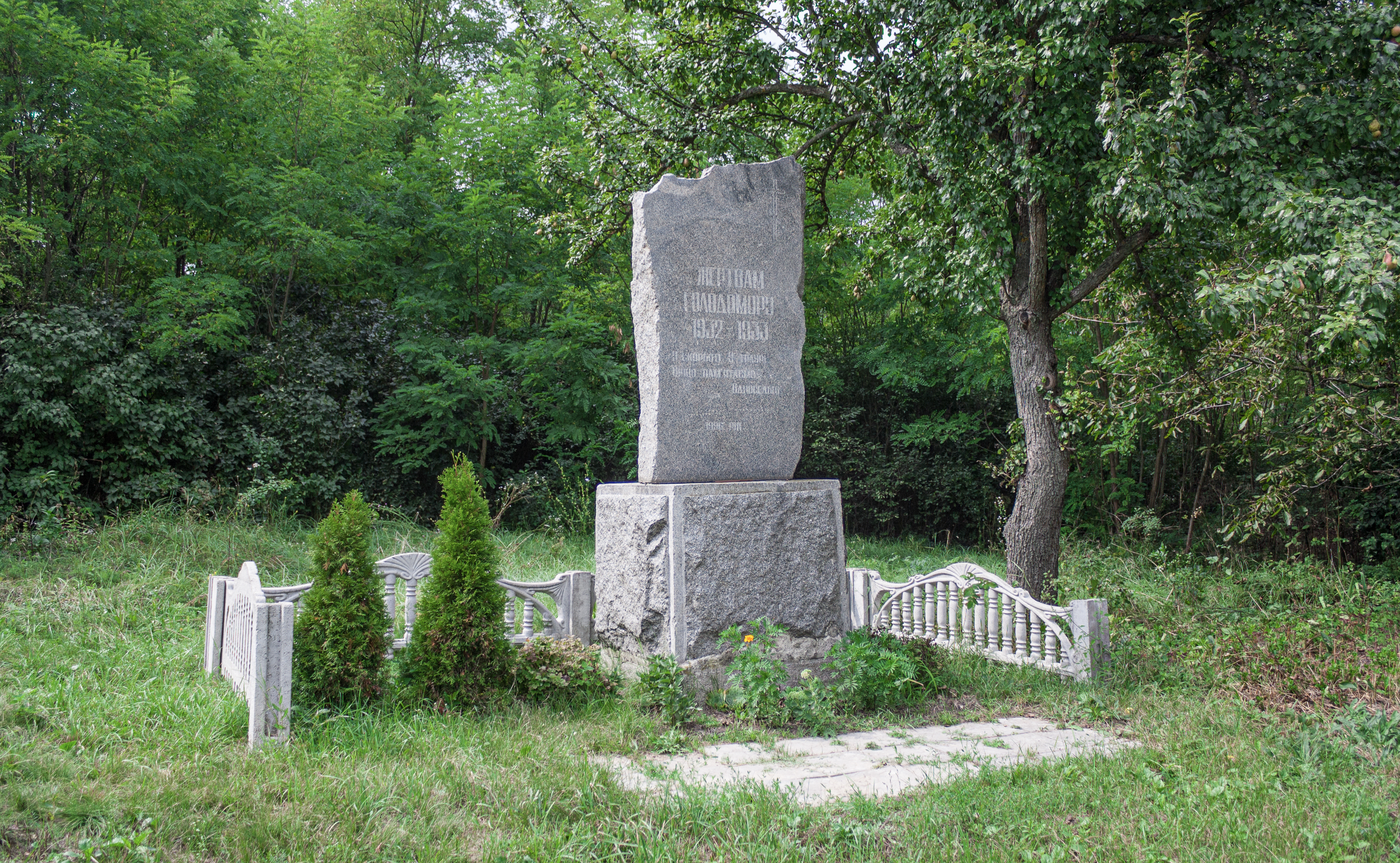
Пам’ятний знак жертвам Голодомору